# Rabin
Rabin (hebr. ‏רַבִּי‎, rabbī lub רַב, raw) – podstawowa funkcja religijna w judaizmie. Rabbi to hebrajskie słowo oznaczające mistrza i nauczyciela.
We współczesnym judaizmie tradycyjnym rabin jest jednocześnie administratorem gminy wyznaniowej, odpowiedzialnym za prowadzenie nabożeństw, szkoły zwanej cheder i opiekę nad domem modlitwy, czyli synagogi, oraz pełni funkcję duchowego ojca, doradcy, sędziego i interpretatora prawa religijnego w gminie.
Nie jest on jednak uznawany za namaszczonego przez Boga duchownego i jego autorytet opiera się wyłącznie na wiedzy i „bogobojności”.

## Ogólna charakterystyka statusu rabina
Rabini w judaizmie tradycyjnym tworzą rodzaj duchowej wspólnoty. Istnieje wśród nich rodzaj hierarchii, jest ona jednak oparta tylko na osobistym autorytecie i wiedzy, gdyż wszyscy rabini są formalnie biorąc równi sobie. Niektórzy, szczególnie „biegli w piśmie” rabini, są rodzajem ostatecznych autorytetów w interpretacji prawa religijnego, do których zapytania ślą zwykli rabini, gdy mają wątpliwości. Każdy rabin ma jednak prawo nie zgadzać się ze zdaniem innego rabina w danej, jednostkowej sprawie.
Aby zostać rabinem w tradycyjnej gminie żydowskiej trzeba:
- ukończyć kilkunastoletnie studia rabinackie, prowadzone w specjalnych szkołach dla przyszłych rabinów
- odbyć kilku-kilkunastoletni „staż” przy aktywnie działającym rabinie
- wreszcie znaleźć sobie „wakat” na „stanowisku” rabina w jakiejś gminie i zostać zaakceptowanym przez radę tej gminy.

W wielu gminach „stanowisko” rabina jest dziedziczne, tzn. obejmuje je zwykle po śmierci ojca jego syn. Musi on jednak spełniać wszystkie wcześniej wspomniane wymogi i zdarza się często, że syn jednak nie obejmuje stanowiska po ojcu, a gmina wyszukuje sobie na to miejsce dobrego kandydata z zewnątrz.
Zwykle w krajach zamieszkanych przez wyznawców judaizmu, oprócz stanowisk rabinów związanych z poszczególnymi gminami wyznaniowymi, istnieją także urzędy naczelnych rabinów.

## Z dziejów rabinizmu

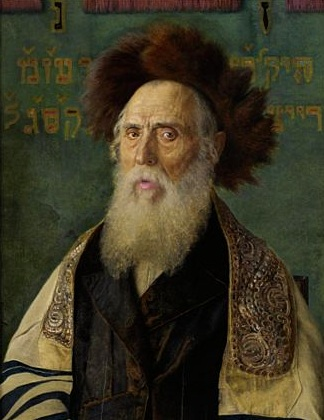
Rabin

Specyficzne warunki Palestyny po powrocie Żydów z niewoli babilońskiej przyczyniły się do stopniowego wzrostu znaczenia Świątyni i związanej z nią warstwy kapłańskiej. Duch reformy Ezdrasza przetrwał po śmierci reformatora, przejawiając się w szczególnym przywiązaniu do autorytetu Prawa, autorytetu, który wkrótce przyćmił także właśnie samą Świątynię i warstwę kapłańską, co poskutkowało rozszerzeniem wpływów nauczycieli i interpretatorów prawa, sofrim, „skrybów”, późniejszych „uczonych w piśmie”. Początkowo słowo „skryba” oznaczało wyłącznie tego, kto przepisuje teksty pism sakralnych – szybko jednak w powszechnej świadomości utrwaliło się przekonanie, że ten kto przepisuje Prawo, zarazem zna je najlepiej. W związku z tym słowo „skryba” zaczęło znaczyć więcej niż mówi jego etymologia, a znajomość Prawa stała się w społeczności żydowskiej drogą do popularności i poważania. Pierwsi uczeni w piśmie, jak Ezdrasz, którego uważa się za archetypowego znawcę prawa mojżeszowego (Ezd 7-6), byli jeszcze kapłanami – dopiero później szersze grono nauczycieli osiągnęło rangę „skrybów”. Gdy hellenizacja stopniowo ogarniała kapłanów, uczeni w piśmie zaczęli uważać się za jedynych strażników tradycji i obrońców Prawa przed obcymi naleciałościami. Kiedy faryzeusze ukonstytuowali się jako odrębna sekta (co nastąpiło w II w. p.n.e.), uczeni w piśmie dołączyli do nich. Chociaż wydaje się, że Mk 2-16, Łk 5-30 i Dz 23-9 łączą ich z saduceuszami, to w każdym razie od tego czasu uczonych w piśmie powszechnie zaakceptowano jako nauczycieli ludu. Uczeni w piśmie aż do upadku Jerozolimy koncentrowali się głównie w Judei, później słyszymy o ich obecności także na północy Palestyny, w Rzymie i wszystkich ważniejszych ośrodkach diaspory żydowskiej.
Od najdawniejszych czasów uczeni w piśmie cieszą się szacunkiem i uznaniem. Uczony w piśmie nie tylko w swoim własnym mniemaniu przynależy do wyższych warstw społeczeństwa. W ten sam sposób myśleli ludzie, którzy od czasów Hillela wprowadzili zwyczaj witania uczonych w piśmie słowem rabbi. Słowo to, wywodzące się od hebrajskiego rab (wielki) początkowo było prawdopodobnie odpowiednikiem słowa panie – dopiero później, gdy już związało się ze znawcami pisma, przybrało znaczenie mistrz, uczony. To, że tytułowanie kogoś rabbi nosiło posmak pochlebstwa, wiemy chociażby z Mt 23-7. Źródła mówią też, że uczeń nigdy nie omijał tytułu „rabbi” gdy zwracał się do nauczyciela (Berach., XXVI, 1). Powszechnym zwyczajem stało się też umieszczanie tytułu „rabbi” przed nazwiskiem uczonego w piśmie. Później do osób cieszących się większym szacunkiem zwracano się wzmocnionymi formami tytułu rabbi (np. rabban, rabboni), co doprowadziło do wyklarowania hierarchii użyć tego słowa: rabbi miało znaczyć więcej niż rab, rabban więcej niż rabbi, a imię własne – więcej niż rabban. Ostatnia część tej tradycyjnej reguły odnosi się w szczególności do wielkich nauczycieli Hillela i Szammaja, o których mówi się zawsze używając samych imion. Następca Hillela, Gamaliel, tytułowany był samym słowem rabban, tak samo jak Jochanan ben Zakkai. Palestyńscy uczeni w piśmie określani są tytułem "rabi" i imieniem. Rabbi Juda ha-Nasi, główny autor Miszny, często jest określany po prostu jako rabbi (par excellence); czysty tytuł rab oznacza Abbę Arika (zm. 247), założyciela szkoły w Sorze.
Prawo musi być oczywiście głównym przedmiotem zainteresowań rabina, jako jedyne źródło wiedzy religijnej, doskonały wyraz woli Boga, i główna reguła kierująca codziennym życiem ludzi. Ale Prawo nie omawia explicite każdej możliwej sytuacji: jako prawo dane przez Boga musi jeszcze przez umysł uczonego rabina uczestniczyć w nieskończoności Bożego Prawodawcy. Nie tylko zdania, ale nawet poszczególne słowa, a nawet liczba liter posiada jakieś znaczenie, ponieważ obecność każdego słowa i każdej litery ma źródło w woli bożej i wypływa z bożego rozumu – stąd Prawo, jako zawierające całą wolę bożą, stosuje się do każdej sytuacji. Stąd właśnie wyrosła w szkołach rabinackich ogromna masa nauczania wyprowadzonego z pisanego słowa według specyficznych zasad rozumowania, kształtowane przez całe pokolenia ezoteryczne nauczanie znawców Pisma jako oficjalna interpretacja Prawa, ostatecznie spisana – szczególnie w Misznie i w Talmudzie. Stopniowo samo Prawo znalazło się w cieniu nauczania tradycyjnego – mimo to praktycznie każde słowo składające się na tradycje zostało wypowiedziane by przypominać rabinom o ścisłym związku tradycji z Prawem. Słowo „Miszna” oznacza „powtórzenie prawa” – jej źródła tkwią w powiedzeniach uczonych tannaickich, tj. „powtarzających”. Baraita to powiedzenie jakiegoś uczonego w piśmie nie włączone do Miszny – wszystkie Baraithoth zgromadzone są albo w Tosefcie, albo w Gemarze; Miszna i Gemara składają się na Talmud, „nauczanie” (pisma). W nauczaniu tym rozróżnia się halakę (drogę lub prawo zwyczajowe) i agadę, informację o Prawie lub podaną przez Prawo. Prawo jest więc rozumiane jako źródło wszelkiej tradycji, nawet jeśli w praktyce tradycja znosi literę Prawa. Co więcej, niektórzy rabini sądzili, że samo Prawo mówi, że tradycja ustna powinna być ceniona wyżej niż pisana. Wysoka ranga tradycji ustnej wyraża się też w przypisywaniu jej dawnego pochodzenia. Często sądzi się, że została ona objawiona Ezdraszowi przez Boga jako wiedza ezoteryczna przeznaczona do przekazywania wtajemniczonym uczniom. Niektórzy przypisują jej jeszcze większą dawność, sięgającą czasów Mojżesza, a w części nawet dwunastu patriarchów, Henocha i Adama. Cały ten korpus tradycji egzegetycznej, logiczny i teologiczny system, w którym ugruntowana jest tradycja ustna, określamy mianem rabinizmu. Współcześnie judaizm reformowany dopuszcza do stanowiska rabina również kobiety.

## Rabini wojskowi w II Rzeczypospolitej
W Wojsku Polskim w II Rzeczypospolitej był to także tytuł duchownego wojskowego wyznania mojżeszowego odpowiadający randze:
- rabin – kapitana (kapitana marynarki)
- starszy rabin II klasy – majora (komandora podporucznika)
- starszy rabin I klasy – podpułkownika (komandora porucznika)
- naczelny rabin – pułkownika (komandora)

W latach 1920–1927 tytuł naczelnego rabina przysługiwał duchownemu, który pełnił funkcję szefa Głównego Urzędu Duszpasterskiego wyznania mojżeszowego (w latach 1927–1929 – szefa Wydziału Wyznania Mojżeszowego Biura Wyznań Niekatolickich Ministerstwa Spraw Wojskowych, w latach 1929–1935 – szefa Głównego Urzędu Duszpasterskiego Mojżeszowego, w latach 1935–1939 – szefa Głównego Wojskowego Urzędu Duszpasterskiego Mojżeszowego).